# Objetivos de Desenvolvimento Sustentável
Os Objetivos de Desenvolvimento Sustentável (ODS) (ou Objetivos Mundiais para o Desenvolvimento Sustentável) são uma coleção de 17 metas globais, estabelecidas pela Assembleia Geral das Nações Unidas e o Conselho Econômico das Nações Unidas. Os ODS são parte da Resolução 70/1 da Assembleia Geral das Nações Unidas: "Transformando o nosso mundo: a Agenda 2030 para o Desenvolvimento Sustentável", que depois foi encurtado para Agenda 2030. As metas são amplas e interdependentes, mas cada uma tem uma lista separada de metas a serem alcançadas. Atingir todos as 169 metas indicaria a realização de todos os 17 objetivos. Os ODS abrangem questões de desenvolvimento social e econômico, incluindo pobreza, fome, saúde, educação, aquecimento global, igualdade de gênero, água, saneamento, energia, urbanização, meio ambiente e justiça social. São destacadas as conexões entre os aspectos ambiental, social e econômico do desenvolvimento sustentável, estando a sustentabilidade no núcleo da conceituação dos ODS.
O parágrafo 54 da Resolução A/RES/70/1 da Assembleia Geral das Nações Unidas, de 25 de setembro de 2015, contém os objetivos e metas. O processo liderado pela ONU envolveu seus 193 Estados Membros e a sociedade civil global. A resolução é um amplo acordo intergovernamental que funciona como a Agenda de Desenvolvimento Pós-2015. Os ODS baseiam-se nos princípios acordados na Resolução A/RES/66/288, intitulada "O Futuro que Queremos". Este foi um documento não vinculante divulgado como resultado da Conferência Rio+20 realizada em 2012.
Alguns permanecem pessimistas sobre o potencial para alcançar os ODS, especialmente por causa das estimativas do custo de alcançar todos eles. No entanto, certo progresso havia sido relatado em 2018. Por exemplo, menos crianças africanas com menos de 5 anos sofrem de desnutrição crônica e debilitação. No entanto, o mesmo estudo concluiu que é improvável que haja um fim para a desnutrição até 2030.
Com relação aos impactos dos ODS, foi observado que as metas e alvos tem influenciado os debates em escala global e nacional. No entanto, a maioria dos debates tem ficado apenas no aspecto discursivo, havendo dificuldades para atingir transformações no campo político e institucional. A priorização seletiva de algumas metas reflete um histórico consolidado de políticas nacionais de desenvolvimento. Tal condição torna difícil a busca por uma sustentabilidade global. Constata-se, por exemplo, uma tendência em privilegiar aspectos socioeconômicos sobre os aspectos ambientais das metas.

## Descrição geral
Os ODS são em essência universal objetivos políticos caracterizados pela demarcação temporal e por seu caráter não normativo, acordados entre governos. Eles se aproximam de normas internacionais prescritivas, mas são geralmente mais específicas, podendo se tornar altamente ambíguas. O abrangente programa "Agenda 2030" apresentou os ODS em 2015 como uma "visão extremamente ambiciosa e transformadora" que deveria ser acompanhada por "passos ousados e transformadores" com "escala e ambição". Acadêmicos notaram que os objetivos tinham o potencial de formar normas abrangentes e transversais que integrariam considerações sociais e ambientais em novas definições de desenvolvimento.
Os ODS são "únicos e especiais em pelo menos cinco dimensões":
- Eles se aplicam a todos os países do mundo, não apenas a países em desenvolvimento, como era o caso dos Objetivos de Desenvolvimento do Milênio (de 2000 a 2015).
- Eles vsavam todas as três dimensões da sustentabilidade, ou seja, as dimensões ambiental, social e econômica
- O desenvolvimento e as negociações não foram empurrados de cima para baixo por administradores públicos, mas discutidas em ambiente relativamente aberto e transparente, tentando incluir participação de baixo para cima.
- Os ODS foram “incluídos institucionalmente em um patamar político mais alto do que os objetivos anteriores da política de desenvolvimento”: um novo fórum, o Fórum Político de Alto Nível sobre Desenvolvimento Sustentável, foi criado em 2013 para analisar o progresso da implementação dos ODS[11].
- Eles são "mais visíveis no discurso público e mais centrais no sistema das Nações Unidas do que iniciativas anteriores”.[10]

## Objetivos

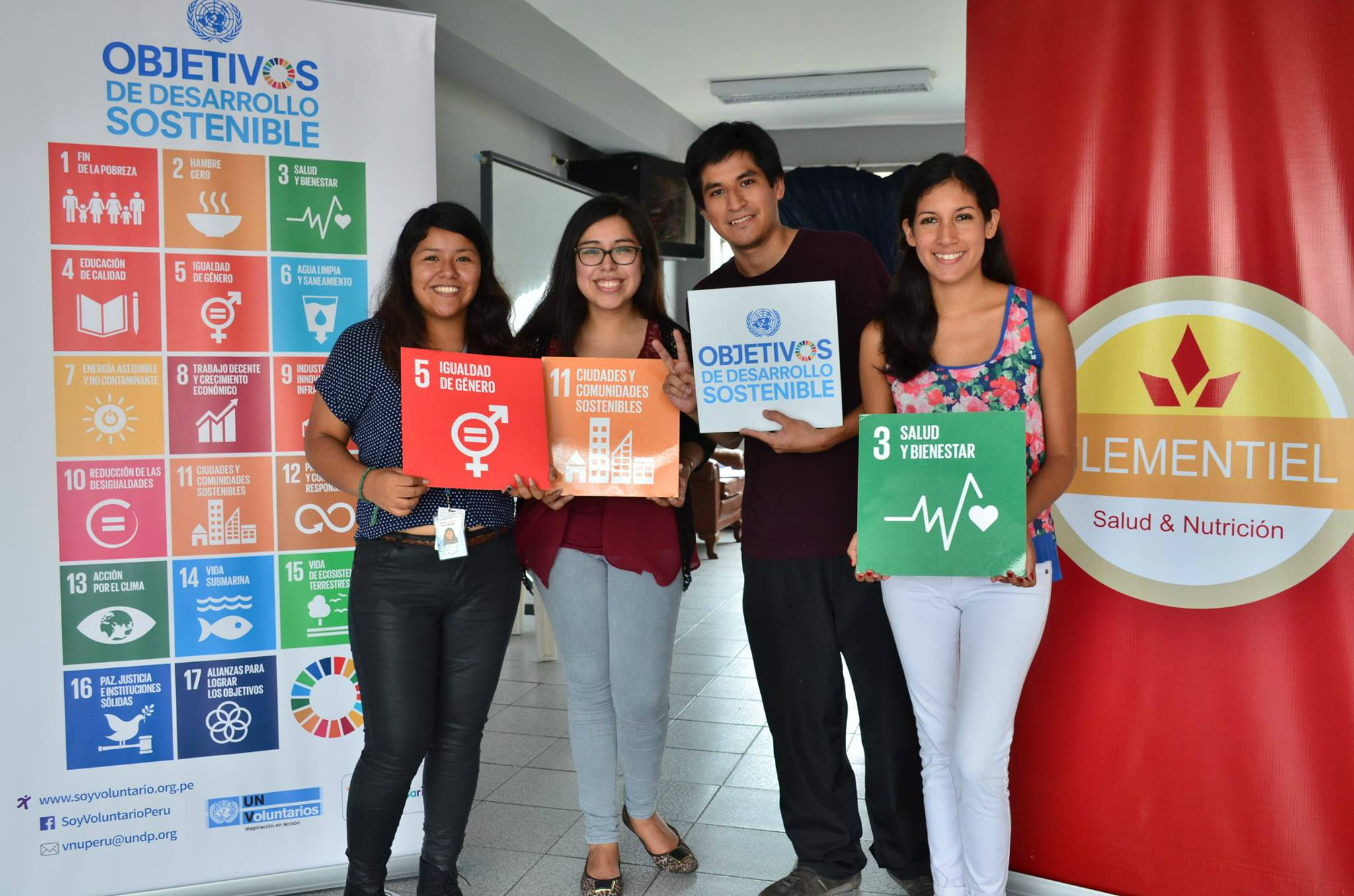
Jovens com cartazes dos ODSs em Lima, Peru.

Em setembro de 2015, 193 países acordaram os seguintes Objetivos de Desenvolvimento Sustentável:
- 01 - Erradicação da pobreza: acabar com a pobreza em todas as suas formas, em todos os lugares.
- 02 - Fome zero e agricultura sustentável: acabar com a fome, alcançar a segurança alimentar e melhoria da nutrição e promover a agricultura sustentável.
- 03 - Saúde e bem-estar: assegurar uma vida saudável e promover o bem-estar para todos, em todas as idades.
- 04 - Educação de qualidade: assegurar a educação inclusiva, e equitativa e de qualidade, e promover oportunidades de aprendizagem ao longo da vida para todos.
- 05 - Igualdade de gênero: alcançar a igualdade de gênero e empoderar todas as mulheres e meninas.
- 06 - Água limpa e saneamento: garantir disponibilidade e manejo sustentável da água e saneamento para todos.
- 07 - Energia limpa e acessível: garantir acesso à energia barata, confiável, sustentável e renovável para todos.
- 08 - Trabalho decente e crescimento econômico: promover o crescimento econômico sustentado, inclusivo e sustentável, emprego pleno e produtivo, e trabalho decente para todos.
- 09 - Inovação infraestrutura: construir infraestrutura resiliente, promover a industrialização inclusiva e sustentável, e fomentar a inovação.
- 10 - Redução das desigualdades: reduzir as desigualdades dentro dos países e entre eles.
- 11 - Cidades e comunidades sustentáveis: tornar as cidades e os assentamentos humanos inclusivos, seguros, resilientes e sustentáveis.
- 12 - Consumo e produção responsáveis: assegurar padrões de produção e de consumo sustentáveis.
- 13 - Ação contra a mudança global do clima: tomar medidas urgentes para combater a mudança climática e seus impactos (*).
- 14 - Vida na água: conservação e uso sustentável dos oceanos, dos mares, e dos recursos marinhos para o desenvolvimento sustentável.
- 15 - Vida terrestre: proteger, recuperar e promover o uso sustentável dos ecossistemas terrestres, gerir de forma sustentável as florestas, combater a desertificação, deter e reverter a degradação da Terra e deter a perda da biodiversidade.
- 16 - Paz, justiça e instituições eficazes: promover sociedades pacíficas e inclusivas par ao desenvolvimento sustentável, proporcionar o acesso à justiça para todos e construir instituições eficazes, responsáveis e inclusivas em todos os níveis.
- 17 - Parcerias e meios de implementação: fortalecer os meios de implementação e revitalizar a parceria global para o desenvolvimento sustentável.

(*) Reconhecendo que a Convenção Quadro das Nações Unidas sobre Mudança do Clima (UNFCCC) é o fórum internacional intergovernamental primário para negociar a resposta global à mudança do clima

## História
Os 17 Objetivos de Desenvolvimento Sustentável (ODS) resultam de décadas de trabalho colaborativo entre a ONU e os países. Os objetivos foram definidos e acordados durante o desenvolvimento da Agenda 2030 para o Desenvolvimento Sustentável (The 2030 Agenda for Sustainable Development).
Em 1983, as Nações Unidas criaram a Comissão Mundial sobre Meio Ambiente e Desenvolvimento (conhecida posteriormente como Comissão Brundtland), que definiu, no relatório publicado em 1987 (Relatório Brundtland ou "Nosso Futuro Comum"), o desenvolvimento sustentável como "aquele que atende às necessidades do presente sem comprometer a habilidade das futuras gerações de atender suas próprias necessidades".
Posteriormente, no Brasil durante Conferência das Nações Unidas sobre Meio Ambiente, realizada no Rio de Janeiro em 1992, foi desenvolvida a concepção de uma agenda para o meio ambiente e desenvolvimento. Na conferência, 178 países adotaram a Agenda 21, um plano de ação para desenvolver parcerias e possibilitar o Desenvolvimento Sustentável.
No ano de 2002, em Joanesburgo, na África do Sul, ocorreu a Rio+10 (ou Cúpula Mundial sobre o Desenvolvimento Sustentável), que reforçou os compromissos traçados em 1992. Em setembro de 2011, a 64ª Conferência das Nações Unidas, realizada em Bona, Alemanha, produziu como documento final um texto propondo os 17 objetivos de desenvolvimento sustentável e as metas associadas. Logo na sequência, durante a Rio+20, ocorrida em 2012 no Rio de Janeiro, houve intensa discussão sobre os ODS. Nesta conferência foi acordado o documento "O futuro que queremos" ("The future we want"). Em setembro de 2015, os 17 ODS foram acordados, na Cúpula de Desenvolvimento Sustentável da ONU.

## Brasil
No Brasil, o município de Santana de Parnaíba assinou a carta de intenção de engajamento em participar da Agenda 2030 em setembro de 2018, num evento ocorrido no Cine Teatro Coronel Raymundo.
No mês de setembro, assinamos a carta de intenção de engajamento para participar da Agenda 2030 da Organização das Nações Unidas (ONU), com foco em desenvolvimento sustentável. Com essa assinatura, recebemos destaques no jornal britânico The Scotsman e no site da Unesco, pois, assim como Nova York foi a primeira cidade dos Estados Unidos a assinar a Carta de Intenções, também fomos o primeiro município brasileiro a assumir o compromisso de atingir os 17 Objetivos de Desenvolvimento Sustentável (ODS).— Elvis Cezar, prefeito de Santana de Parnaíba
.
O relatório de 2021 aponta que o Brasil é um dos países que mais se distanciou do cumprimento da Agenda 2030 da ONU nos últimos anos. Foi identificado que 82,8% de políticas em retrocesso, ameaçadas ou estagnadas no Brasil, e nenhuma meta foi cumprida ainda.
Em 2022 a Universidade de Brasília (UnB) foi incluída em uma classificação e em 2024 aumentou a pontuação em quatro Objetivos de Desenvolvimento Sustentável (ODS) divulgado pela University Impact Rankings 2024, encomendado pela revista britânica Times Higher Education (THE), protagonista na cobertura global de ensino superior.

#### Proposta e adoção do Décimo-Oitavo ODS
No discurso de abertura da 78ª Assembléia a ONU, o Brasil anunciou a proposta de um décimo oitavo objetivo Igualdade Étnico-Racial, sendo lançado posteriormente, no G20 Social.
A logomarca foi selecionada em concurso realizado pelo Programa das Nações Unidas para o Desenvolvimento (PNUD) em parceria com a Secretaria-Geral da Presidência da República, o Ministério da Igualdade Racial e o Ministério dos Povos Indígenas.